# Haworthia bolusii
Haworthia bolusii är en grästrädsväxtart som beskrevs av John Gilbert Baker. Haworthia bolusii ingår i släktet Haworthia och familjen grästrädsväxter.

## Underarter
Arten delas in i följande underarter:
- H. b. blackbeardiana
- H. b. bolusii

## Bildgalleri

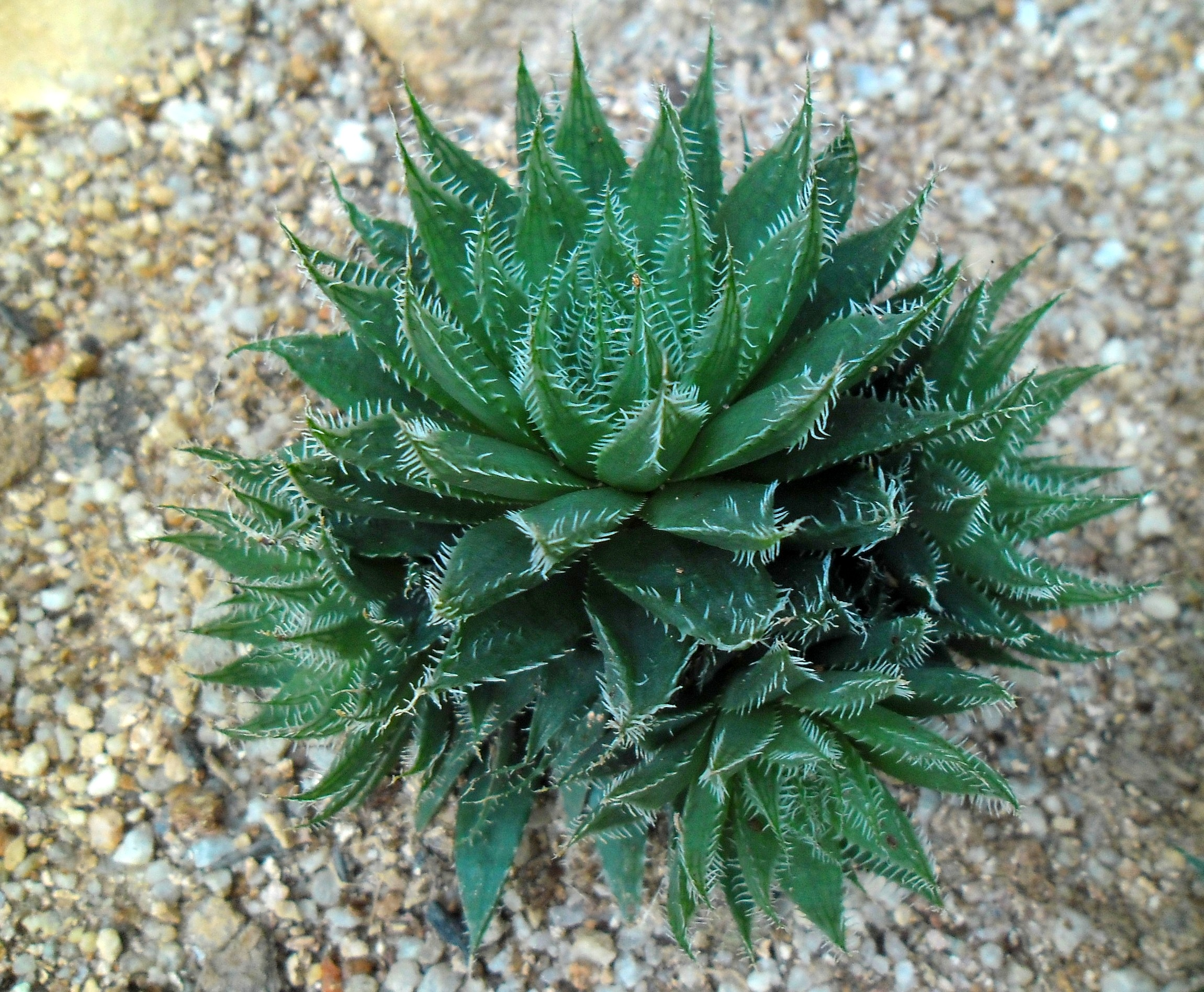